# When I'm Gone (Simple Plan)
"When I'm Gone" is de leadsingle van Simple Plan's derde studioalbum Simple Plan. De single kwam op 29 oktober 2007 in de Verenigde Staten en 25 januari 2008 in Nederland uit uit.

## Achtergrondinformatie
Op 24 oktober 2007 was er een 25 seconde durende preview op de website van Simple Plan. Het gehele nummer was 29 oktober 2007 te horen op de site, naast een webchat met de band, die de vragen beantwoordde van fans. De single kon meteen op die dag gedownload worden op iTunes en lala.com.

## Videoclip
De videoclip is 8 november 2007 gefilmd in Los Angeles met een cameo van Perez Hilton. Een pre-productie preview van de video werd op TRL uitgezonden en op de website van de band. De volledige video was 10 december op de Amerikaanse MTV.com te zien. De video is geregisseerd door Frank Borin.
De video gaat over een vrouw die door de stad rijdt. Haar relatie met haar vriend (gespeeld door Bouvier) is net op de klippen gelopen. Zij ziet Bouvier overal verschijnen, waar zij ook gaat. Aan het einde belt ze Bouvier om over de relatie te praten maar Bouvier hangt op. Tijdens de video zijn ook clips van de band te zien, spelend voor een zwarte achtergrond en digitale visuele effecten.

## Tracklist

### iTunes/download
1. "When I'm Gone" - 3:42[2]

### Australische cd-single
1. "When I'm Gone"
2. "Running Out Of Time"
3. "When I'm Gone (Akoestisch)